# 可変標識

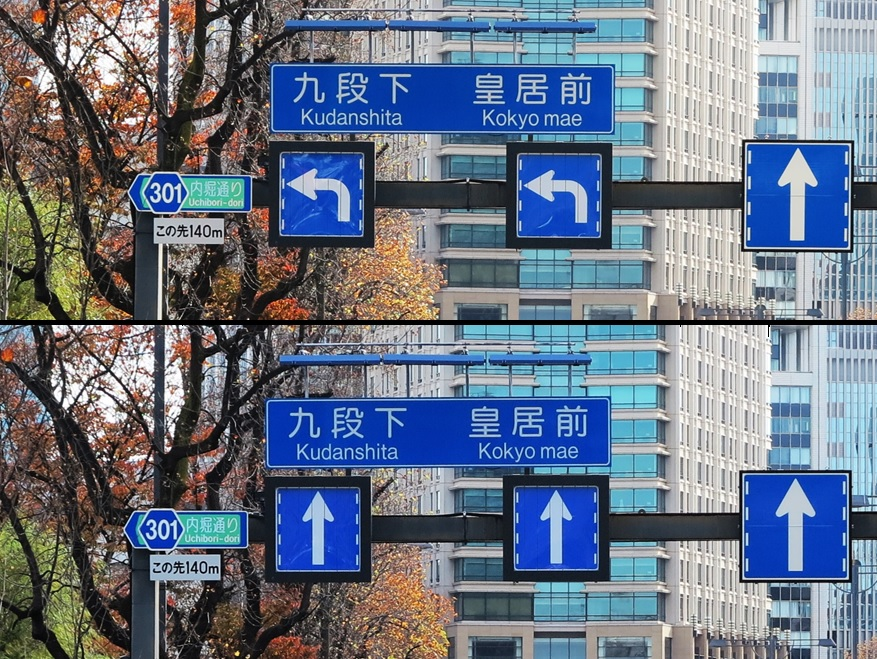
時間によって車線運用が異なる交差点での可変標識の例（東京都千代田区霞が関、祝田橋交差点）

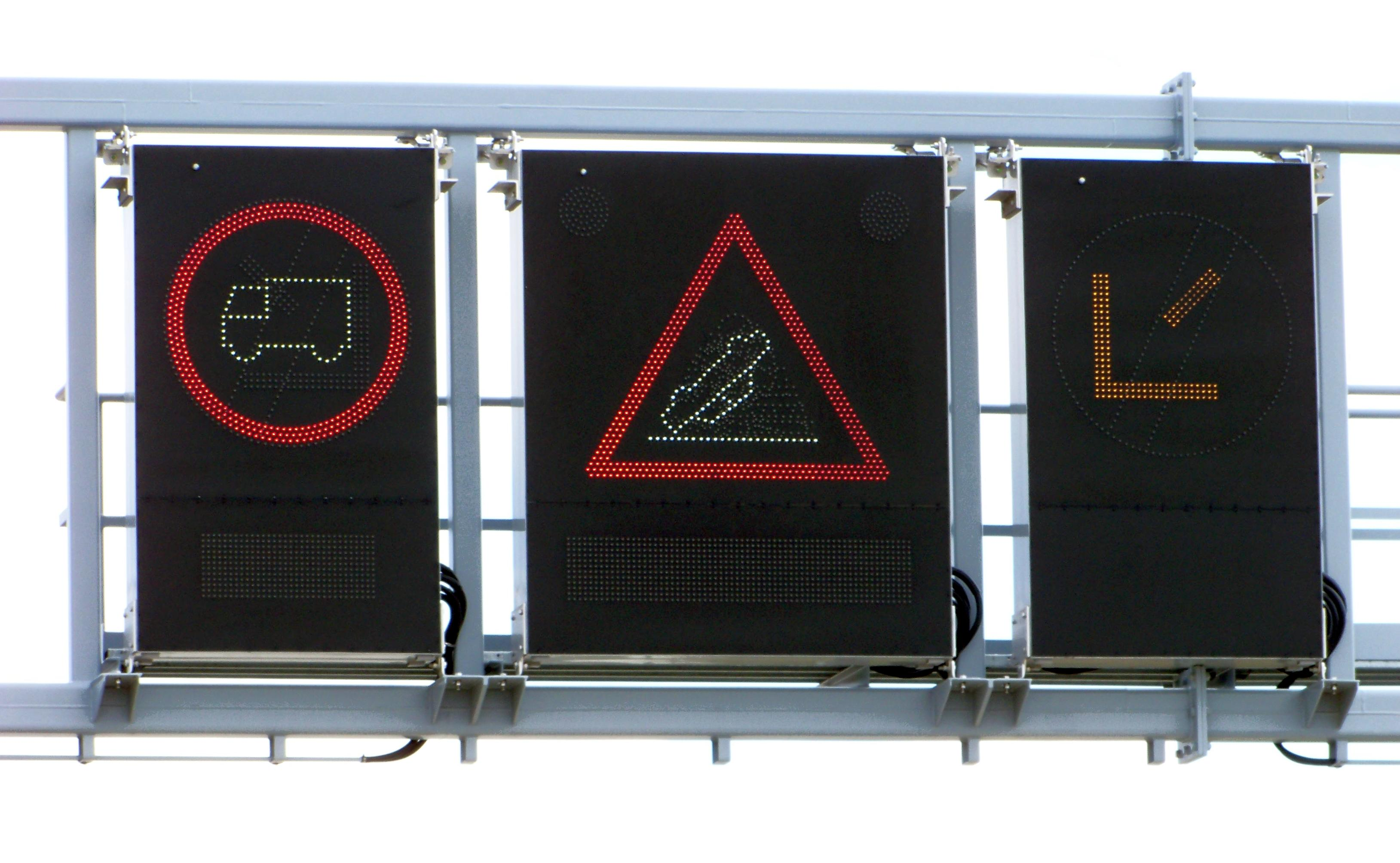
LEDによる可変標識の例（チェコ。左から順に大型車通行可能・事故多発地点・左側通行）

可変標識（かへんひょうしき、可変式標識とも。英語: Variable sign, Changeable sign）とは、標識の表示を日時や道路状況に応じて、タイムスイッチや遠隔制御信号を用いて自動的に変えることができる道路標識のことである。

## 日本での運用
交通規制がきめ細かく行われた場合、補助標識を併用した標識では道路利用者の認識に時間がかかる可能性があるため、道路利用者の負担を減らすために必要な標識の図柄を必要な時間帯だけ表示するために可変標識が用いられている。
警察庁では通常の補助標識では煩雑になる場合は可変標識を用いるよう指示している。このとき、可変標識に背板を設ける際の背板の色彩は白色または灰色が用いられる。
道路標識ハンドブック2012年度版では可変標識は以下の種類に分類している。
- 灯火式：内照式の半透明な幕を巻き上げて表示内容を変える構造のもの。交通情報の提供にも用いられる。
- 反射式
  - 回転式：固定板と可動板を重ね合わせ、可動板を回転させることで図柄を変化させる構造のもの。
  - 半円板回転式：可動板を本のページをめくるようにして図柄を変化させる構造のもの。
  - 上下式：可動板を上下に移動させて図柄を変化させる構造のもの。
    - 表示内容によっては、本標識を回転式に、補助標識を上下式にした物を組み合わせた構造の物もある。
- 太陽電池式：灯火式・反射式を太陽電池によって作動させるもの。
- LED式：高速道路の最高速度に用いられるLEDによるもの。

可変標識は一般的に設置されている反射式標識と比べて維持管理費（電気料金、点検など）や制御器の更新費用が多くかかる。ライフサイクルコストへの配慮から更新時には可変標識を廃止して反射式標識に変更する場所も現れている。なお、可変標識の故障によって誤った標識が表示されている状態で摘発を行うことは不適切であり、摘発されたドライバー全員に対して反則金を還付するなどの措置が行われる。

### 中央線変移システム

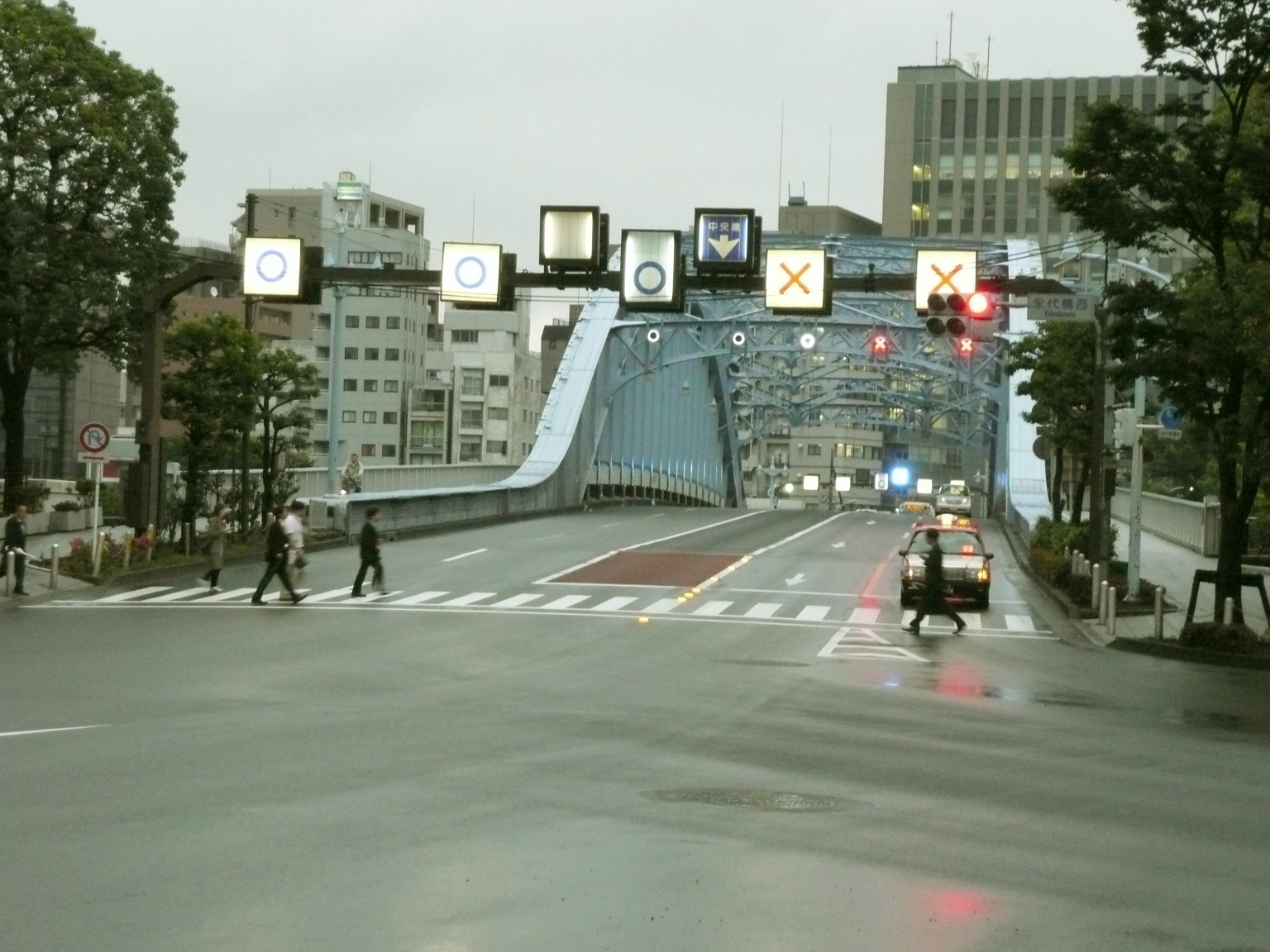
リバーシブルレーンで可変標識が用いられている例（東京都道10号（永代橋））

交通量が時間帯によって上下線で著しく変動する場合に交通の円滑化を図るため中央線変移システム（リバーシブルレーン）が敷かれるが、このときに発光式道路鋲などと併用して可変標識が用いられる（なお、可変標識以外の方法として標識板を左右に移動させる「移動式」や、必要な時間帯に標識を出す「内照式」を用いるよう指示されている）。中央線変移システムが導入されている区間には可変標識を設けた表示装置が設けられており、起終点には「起点門型表示装置」「終点門型表示装置」、区間内には「中間門型表示装置」が設置されている。

### 可変式速度規制標識

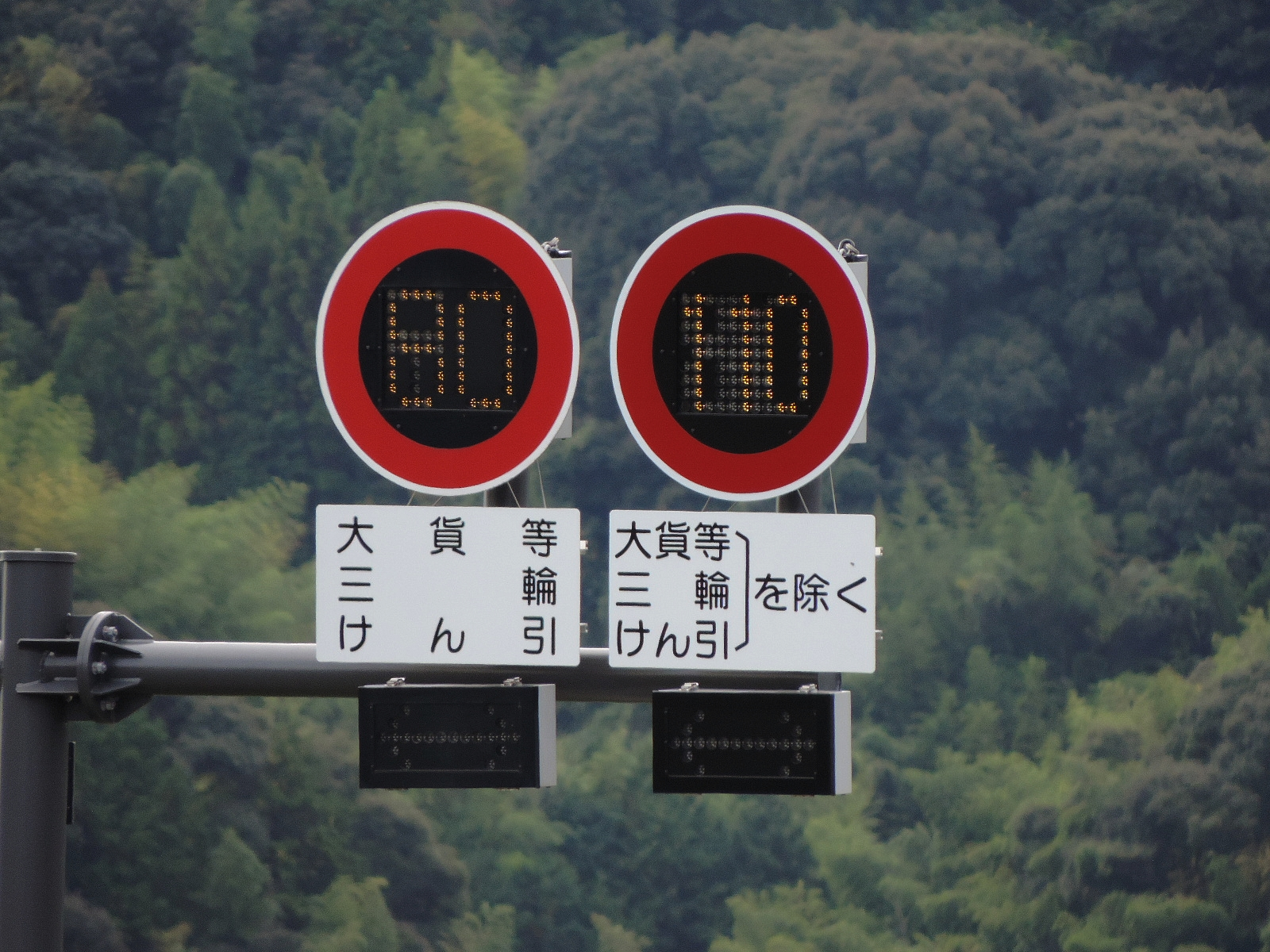
新東名高速道路における可変式速度規制標識

高速道路を走行する車両の安全走行を確保するため、規制速度を可変表示する可変標識。標識板の素地は黒色で、白色または黄色の灯火によって最高速度を表示する。高速道路上に設置されている気象観測装置や地震計による震度情報、道路パトロールによる情報などに基づいて適切な規制速度が表示される。
可変式の本標識の寸法は基本寸法の1.5倍の直径900 mmで、標識板の反射材部分は封入プリズム型反射シートと同等以上のものを使用。筐体の外形寸法は幅600 mm以下×高さ 550mm以下×奥行250 mm以下で、重量は50 kg以下である。可変式の補助標識の寸法は幅600 mm以下×高さ310 mm以下×奥行150 mm以下で、筐体の重量は25 kg以下である。この補助標識の筐体には直径36 mmの穴を41 mm間隔で配置し、矢印を表示できるようにする。
現在はLED式が主流であるが、かつては反射式や字幕式の可変式速度規制標識も見られた。反射式のものは3枚構成の円板を回転させて最高速度を示すものが主流であったが、霧などが多い区間では電光式も用いられていた。
補助標識を共架し規制の起点・終点となりえる標識を「境界型標識」、規制の区間内になる標識を「中間型標識」と呼ぶ。
通常時の「最高速度」、何らかの事象が原因で設定される「道路管理上必要となる最高速度」、可変式速度規制標識の「表示内容」の関係を表にすると以下の関係となる（「km/h」はキロメートル毎時）。
| 最高速度 | 道路管理上必要となる最高速度 | 表示される内容   |
| -------- | ---------------------------- | ---------------- |
| 100 km/h | 80・50                       | （消灯）・80・50 |
| 80 km/h  | 50                           | 80・50           |
| 70 km/h  | 50                           | 70・50           |
| 60 km/h  | 40                           | 60・40           |

この可変式速度規制標識の制御器は「伝送部」、「制御処理部」、「電源部」によって構成されている。また、最高速度を示す本標識の部分は調光用センサが組み込まれており、光源から発せられる光を昼・夜の二段階で調節することで昼夜問わず視認性を確保している。輝度は明かり部（トンネル以外の区間）では1平方メートルあたりでそれぞれ昼間1800 カンデラ以上、夜間やトンネル内では140 カンデラ以上でなければならない。
制御方式としてはブロック区間ごとに一括で制御するブロック制御方式が採用されている。次のブロックへ移行する直前に境界型標識が設置されており、前後のブロックで規制内容が異なる場合は突合せ回線を用いてその境界型標識の表示を変更させる。制御器は幅450 mm以下×高さ800 mm以下×奥行400 mm以下で、重量は90 kg以下。
点検は標識取付部、梁や柱の接続部、制御器取付部、コンクリート基礎が主な着目点となる。目視や触診のほか、アンカーボルトの腐食状態を点検するために非破壊検査も行われる。

### 沿革

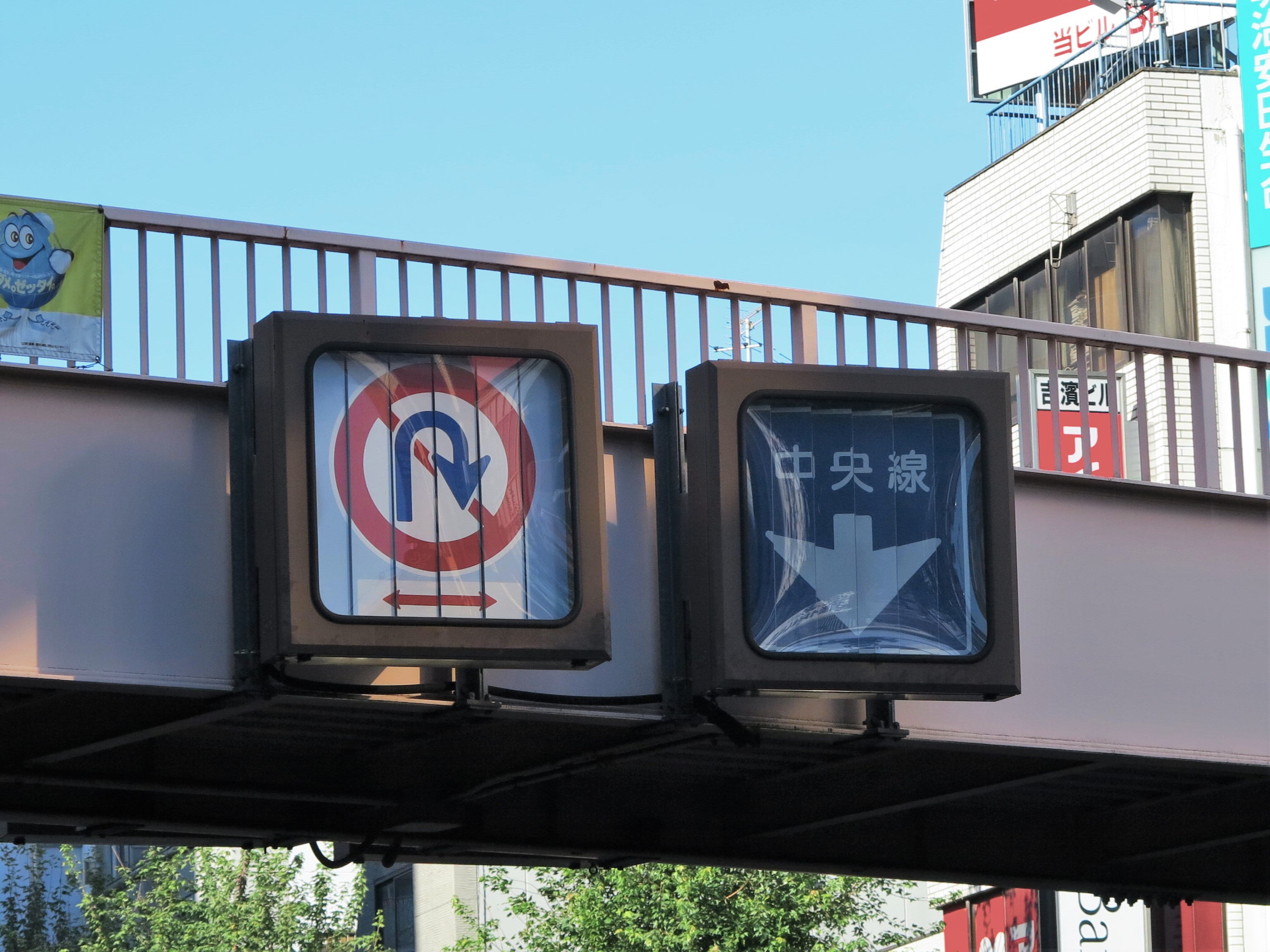
U形3可変標識板（荻窪駅付近の青梅街道）

日本では1969年（昭和44年）に初めて可変標識が東京都新宿区神楽坂に導入された。翌年の1970年（昭和45年）には東京都中央区数寄屋橋でNHKの時報の電波を受信することで時刻を判別する可変標識が設置される。
その後、初期の形態として1973年（昭和48年）に「単独灯火式可変標識（警交仕規第10号）」（3可変）と「単独全反射式可変標識（警交仕規第12号）」（2可変）として警察庁で仕様化された。1976年（昭和51年）には交通情報の提供を目的とした「交通管制用可変標識（警交仕規第19号）」が誕生した。字幕式で予め印刷された10種類の表示から1つを表示させるもので、交通管制センターから指令によって図柄を変更する。その後、「単独灯火式可変標識」の後継機として「3可変灯火式可変標識」が開発される。この機器は週間プログラムによって操作することが可能となり、また主制御器から信号を送ることで複数の可変標識を同時に制御できるようになった。
1981年（昭和56年）に「路側式可変標識（警交仕規第40号）」が仕様化される。表示できる標識の数は「単独全反射式可変標識」と同様に2可変であるが、可変方式が「回転式」「上下式」「字幕式」の3方式がある。太陽電池によって作動し、万年プログラム（曜日、祝祭日、閏年を自動で判別する機能）を持つようになった。そのため、商用電源の引込工事が不要で、設置場所の制約を受けなくなり、狭い生活道路での設置に適したものである。この可変標識の実用化に先立ち、万年橋交差点で試験設置が行われた。毎日新聞が「太陽電池による省エネルギーの可変標識」として大きく取り上げたほか、その記事が英字新聞で掲載され世界的に大きな反響を呼んだ。
その後、「A形3可変灯火式可変標識（警交仕規第46号）」や「A型全反射式可変標識（警交仕規第48号）」などが制定されたが、方式や機能は従来のものと変わらなかった。
昼夜で規制を変更できるよう、制御器に日の出・日の入の時間を記憶して、定時になると作動する「照度対応可変標識」が1992年（平成2年）に日本で初めて設置された。
1999年（平成11年）に「U形3可変標識板（警交仕規第241号）」が制定された。この可変標識には新しい機構が導入され、図柄が描かれた複数本の三角柱を回転させて表示を変える。

## 海外での運用

### イギリス

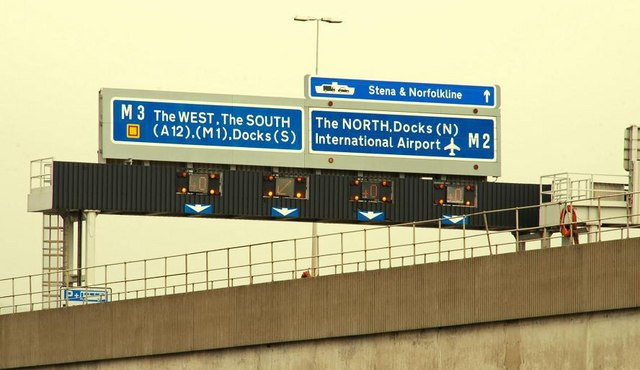
イギリスにおける可変標識の例。数字は最高速度を示し、左下を向いた矢印は「左によれ」を示す。

イギリスでは高速道路で可変標識が用いられており、隅角部に赤色と黄色のライトが組み込まれ信号機としての機能も兼ね備えている。道路上空にあり直下の車線の規制を示すものと、路側に設置されるものの2種類が存在する。最高速度や車線の通行可否を示すほか、気象状況も表示される。
可変速度制限方式は1995年に導入されたもので、それに伴い可変標識を設置した。この施策によって旅行時間の削減や交通事故の減少、交通流の整流化が見られたため、1997年からこの事業を恒久的に実施した。しかし、2004年に英国会計審査院は効果が認められないという報告を出している。そのため、システム全体の見直しが実施され、2013年に「スマート・モーターウェイ」として可変標識のシステムが改良された。

### フィンランド
フィンランドでは1994年に沿岸高速道路の12 km（キロメートル）の区間で試行的に天候状況で表示内容を変更する可変式速度規制標識（VSL： Variable Speed Limit）を導入した。試験設置した標識は「100」「80」「60」（いずれの数字も時速キロメートルを表す）の3段階で規制速度の表示を変更することができる。また、警戒標識の可変標識（VMS： Variable Message Signs）も設置し、路面凍結や工事、危険の注意を促せるようにしている。試行的に可変標識を設置した区間では気象情報が5分間隔、交通情報が15分間隔で収集できるようにし、その情報を基に各標識の表示を操作した。「VMS」の試験設置の結果、「すべりやすい道路」と表示された区間を通過する車両は平均速度が低下する傾向が見られた。こうして、試行設置により可変標識の設置で事故減少や経済効果が見込めるとしたため、国内の他の区間でも導入された。
2005年3月時点ではフィンランド全国で400基、総延長350 kmの区間で設置が拡大した。このとき、約半数の標識が手動で表示内容を変更するもので、残り半数は機械制御による自動式であった。この時点での評価として、適切な規制速度が表示されることによって速度抑制などの効果が発揮され、大多数のドライバーから好評を得た。